# 新斯科舍省
諾華斯高沙省（英語：Nova Scotia），又称新苏格兰，是加拿大東南岸的省份，面積55,283平方公里，是全國第二小的省份。该省主要包括新斯科舍半岛和北部的布雷顿角岛。
根據2016年的統計資料顯示，當地人口有923,598人，是四个大西洋省中人口最多的。是加拿大人口第二密集和面积第二小的省，仅次于毗邻的爱德华王子岛省。它的面积为55,284平方（21,345平方英里），包括布雷顿角岛和其他3,800个沿海岛屿。新斯科舍半岛通过与新不伦瑞克省的陆地边界所在的希格内克托地峡与北美洲其他地区相连。该省西部与芬迪湾接壤，南部与东部濒临大西洋，诺森伯伦海峡和卡伯特海峡分别将其与爱德华王子岛和纽芬兰岛相隔。
新斯科舍省的首府和最大城市是哈利法克斯，该省约有45％的人口居住于此。哈利法克斯是加拿大按人口排列的第十三大大都会区，加拿大大西洋省第一大城市，是仅次于温哥华的加拿大第二大沿海城市。

## 歷史
新斯科舍省包括在原住民米克马克人米克马基（Mi'gama'gi）地区里，其领土横跨滨海省份、缅因州部分地区、纽芬兰和加斯佩半岛。米克马克人是大型阿尔冈昆语族的一部分，在第一批欧洲殖民者抵达时居住在新斯科舍省。1871年发表的研究以及S·T·兰德在1894年的工作表明，一些米克马克人认为他们是从西方移民过来的，然后与原始居民克威代奇克人一起生活。根据这些记载，这两个部落进行了一场持续“多年”的战争，涉及“屠杀男人、女人和儿童，折磨俘虏”，克威代奇克人最终被获胜的米克马克人驱逐。

### 欧洲人定居
最早在该地区定居的欧洲人是法国人，他们于1604年驶入安纳波利斯盆地，但选择在缅因州的圣克鲁瓦岛定居。次年，他们放弃了缅因州的定居点，并于1605年在罗亚尔港建立了一个定居点，后来发展成为今天的安纳波利斯罗亚尔。这将是欧洲在后来成为加拿大的地区的第一个永久定居点。该定居点位于凯斯普克维特克的米克马威区，是后来成为阿卡迪亚的创始定居点。
1621年，苏格兰国王詹姆斯六世颁布了一项宪章，允许在北美建立苏格兰殖民地。国王授予的宪章涵盖了沿海省份和加斯佩半岛地区，而法国人则声称在阿卡迪亚拥有领土。该宪章授予苏格兰贵族威廉·亚历山大爵士建立政府制度的权力，对捕鱼和矿产的充分权利，以及在新殖民地执行法律的权力。1629年，大约70名苏格兰人来到被称为“新苏格兰”的地区定居，最终建立了一个苏格兰殖民地。“新苏格兰”于1632年被法国人占领，在法国占领后，殖民该地区的苏格兰人被迫返回苏格兰。经过法国和英国之间的长期争端，新斯科舍省最终回归英国（根据《联合条约》，苏格兰现在已成为英国的一个国家）。因此，许多苏格兰人抓住机会再次在新斯科舍定居。
17世纪和18世纪，战争在新斯科舍省很常见。在法国和阿卡迪亚人居住在新斯科舍省的前80年里，英国、荷兰、法国和米克马克为争夺该地区的所有权而发生9次重大军事冲突。这些遭遇发生在圣约翰的皇家港，塞布尔角（今新斯科舍省的普布尼科至拉图尔港），杰姆塞格（1674年和1758年）和巴莱因（1629年）。阿卡迪亚内战发生在1640年至1645年。从1688年的威廉王之战开始，英国和法国之间发生了六场战争，新斯科舍省是两个大国之间持续冲突的战场。

### 18世纪

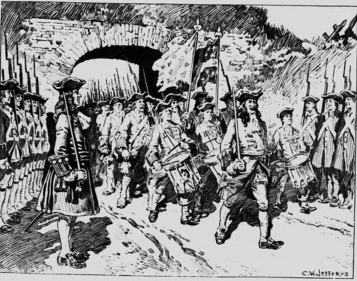
1710年法国从罗亚尔港撤退

1702年至1713年，英国和法国在北美再次爆发敌对行动，被称为安妮女王战争。1710年，对罗亚尔港的围攻结束了法国对阿卡迪亚半岛的统治。随后于1713年签署的《乌得勒支和约》正式承认了英国在该地区的统治，同时将布雷顿角岛和爱德华王子岛归还给法国人。尽管英国在1710年征服了阿卡迪亚，但新斯科舍省仍主要被天主教阿卡迪亚人和米克马克人占领，他们将英国军队限制在安纳波利斯和坎索。今天的新不伦瑞克省是法国阿卡迪亚殖民地的一部分。1710年罗亚尔港被占领后，弗朗西斯·尼科尔森立即宣布将其更名为安纳波利斯罗亚尔，以纪念安妮女王。
由于拉勒神父之战（1722-1725），米克马克人于1725年与英国人签署了一系列条约。米克马克人签署了一项向英国王室屈服的条约。然而，在接下来的几十年里，阿卡迪亚人、米克马克人、法国人和英国人之间的冲突延续到了乔治王战争（1744-1748）。
勒卢特尔神父之战（1749-1755）始于1749年6月21日爱德华·康沃利斯率领13艘运输船抵达并建立哈利法克斯。由总督和议会组成的普通法院是当时殖民地的最高法院。1754年10月21日，乔纳森·贝尔彻宣誓就任新斯科舍省最高法院首席大法官。1758年10月2日，查尔斯·劳伦斯总督在哈利法克斯举行了第一次立法会议。
在1754年至1763年的英法北美战争（七年战争的北美战场）期间，英国驱逐了阿卡迪亚人，并招募了新英格兰种植园主来重新安置殖民地。75年的战争以英国和米克马克人之间的《哈利法克斯条约》（1761年）结束。战争结束后，一些阿卡迪亚人被允许返回。

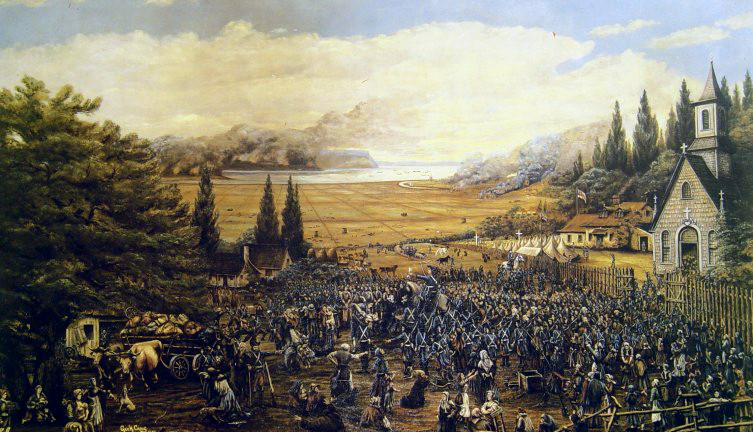
驱逐格朗普雷的阿卡迪亚人，在1755年到1764年，80%的新斯科舍阿卡迪亚人被驱逐

1763年，阿卡迪亚的大部分地区（布雷顿角岛、圣约翰岛（现在的爱德华王子岛）和新不伦瑞克省）成为新斯科舍省的一部分。1765年，森伯里县成立。这包括今天的新不伦瑞克省和缅因州东部的领土，一直延伸到佩诺布斯科特河。1769年，圣约翰岛成为一个独立的殖民地。
美国独立战争（1775-1783）对新斯科舍省的形成产生了重大影响，殖民地最初对是否应该加入革命表现出矛盾心理；叛乱在坎伯兰堡战役（1776年）和圣约翰围城战（1777年）中爆发。在整个战争期间，美国私掠船掠夺了哈利法克斯以外的几乎所有市镇，破坏了海洋经济。这些美国袭击疏远了许多同情或中立的新斯科舍人，转而支持英国人。到战争结束时，新斯科舍省已经装备了许多私掠船来攻击美国航运。:87-89
驻扎在哈利法克斯的英国军队成功阻止了美国占领新斯科舍省，尽管皇家海军未能在该地区建立海军霸权。虽然英国人在哈利法克斯海战（1782年）等战斗中俘虏了许多美国私掠船，但更多的人继续袭击航运和定居点，直到战争的最后几个月。皇家海军努力维持英国的补给线，保护英国护航队免受美国和法国的袭击，特别是在布雷顿角海战（1781年）中进行了激烈的护航队作战。
1781年，美国人和他们的法国盟友在约克镇围城战役中获胜后，大约33,000名保皇派（国王的效忠派美国人，被允许在他们的名字后加上“联合帝国效忠派”）在新斯科舍省定居（其中14,000人在后来的新不伦瑞克省），这是对他们损失的一些补偿。（1784年，英国政府将新斯科舍省一分为二，并将布雷顿角和新不伦瑞克省分离出来。）效忠派的流亡在新斯科舍各地创造了新的市镇，包括谢尔本，它曾短暂成为英国在北美的较大定居点之一，并为新斯科舍注入了额外的资本和技能。
移民造成了效忠派领导人和现有新英格兰种植园主定居点领导人之间的政治紧张局势。效忠派的涌入也将新斯科舍省的2,000名米克马克人推向了边缘，因为效忠派授予的土地侵占了定义不明的原住民土地。作为效忠派移民的一部分，约有3,000名黑人效忠派抵达；他们在谢尔本附近的伯奇镇（Birchtown）建立了北美最大的自由黑人定居点。在哈利法克斯的老墓地，有几名黑人效忠派被埋在没有标记的坟墓里。许多新斯科舍市镇是由参加战争的英国军团定居的。
1786年，在约翰·帕尔中将担任总督期间，新斯科舍殖民地过渡为新斯科舍省，民众获得了更高程度的自治权力。

### 19世纪

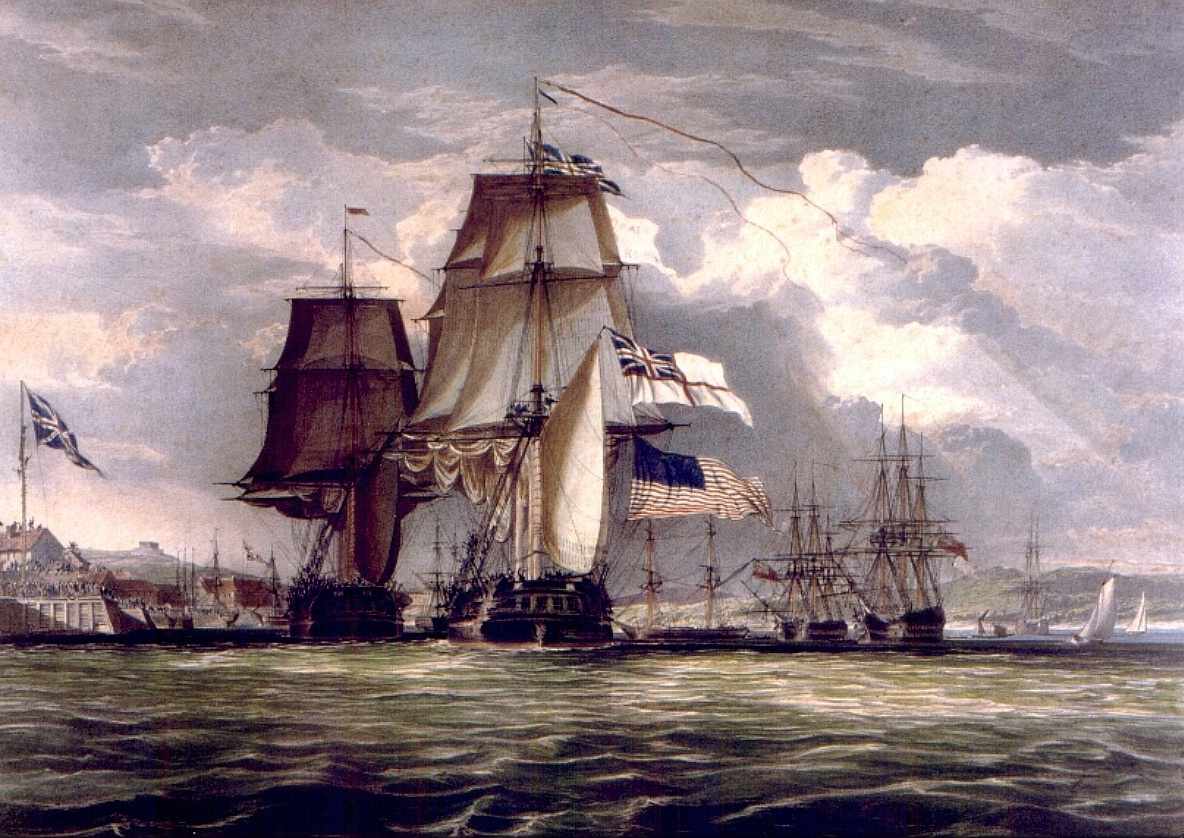
1812年战争期间，英国海军的香农号巡防舰俘获了美国海军的切萨皮克号巡防舰并带往哈利法克斯

在1812年战争期间，新斯科舍省对英国战争的贡献涉及市镇购买或建造各种私人船只来攻击美国船只。:53也许新斯科舍战争中最戏剧性的时刻发生在1813年，当时香农号巡防舰护送被俘的美国巡防舰切萨皮克号进入哈利法克斯港。许多美国囚犯被关押在戴德曼岛。
1848年1月至2月，新斯科舍省成为英属北美和大英帝国第一个实现责任政府的殖民地，并在约瑟夫·豪的努力下实现了自治。新斯科舍省于1758年建立了代议制政府，这一成就后来被1908年丁格尔塔的建成所纪念。
新斯科舍人参加了1853年至1856年的克里米亚战争。哈利法克斯1860年的韦尔斯福德-帕克纪念碑是加拿大第二古老的战争纪念碑，也是北美唯一的克里米亚战争纪念碑。它纪念1854年至1855年塞瓦斯托波尔围城战。

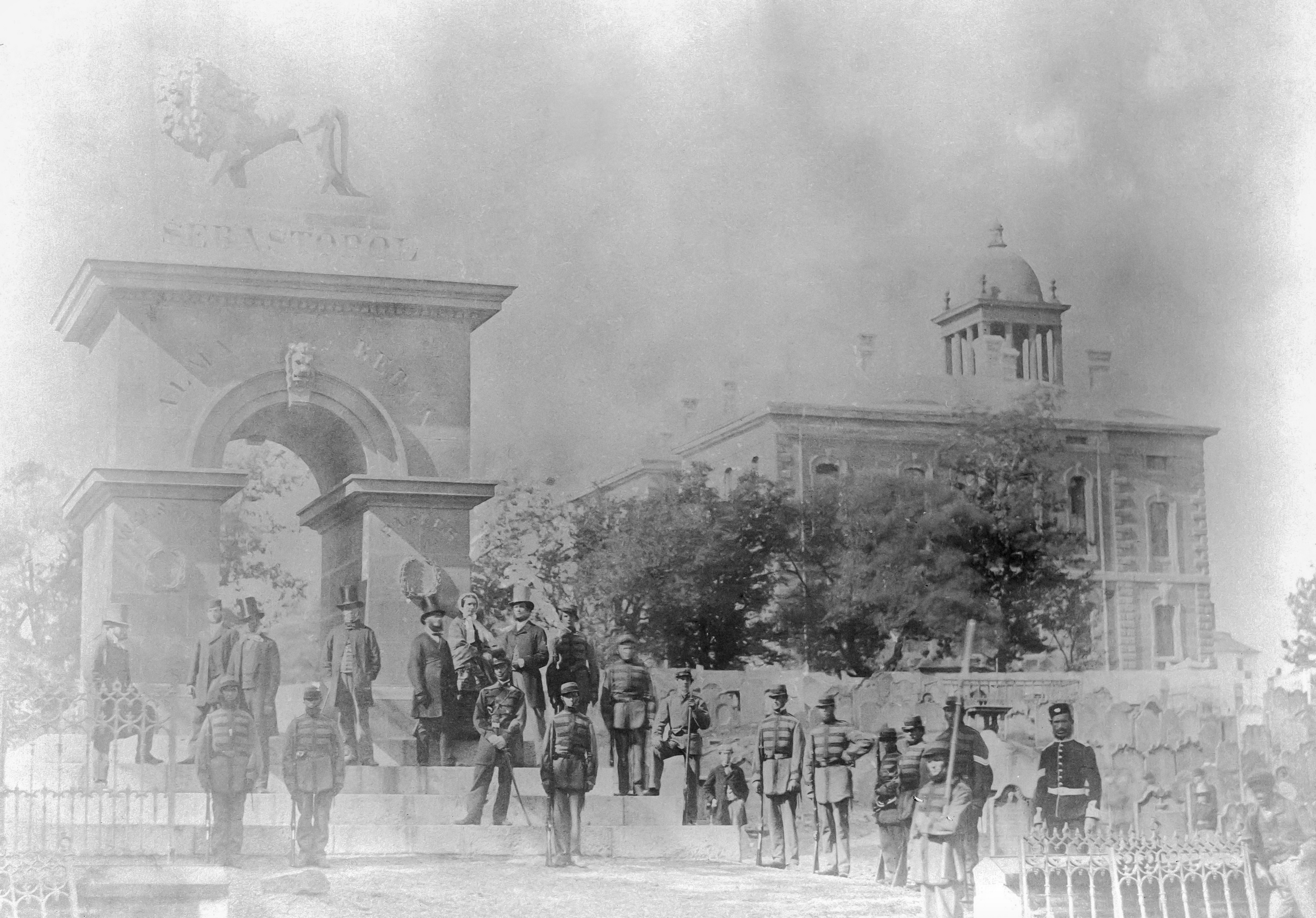
1860年塞瓦斯托波尔纪念碑落成周年纪念仪式

成千上万的新斯科舍人参加了南北战争（1861-1865），主要协助北方。大英帝国（包括新斯科舍省）宣布在冲突中保持中立。因此，英国（和新斯科舍省）继续与南方和北方进行贸易。新斯科舍省的经济在战争期间蓬勃发展。

### 加拿大联邦化之后
南北战争结束后不久，亲加拿大联邦总理查尔斯·塔珀于1867年7月1日率领新斯科舍省与新不伦瑞克省和加拿大省一起加入加拿大联邦。反联邦党由约瑟夫·豪领导。近三个月后，在1867年9月18日的选举中，反联邦党赢得了19个联邦席位中的18个，以及省立法机构38个席位中的36个。
在整个19世纪，新斯科舍省发展起来的众多企业变得具有泛加拿大和国际重要性：斯塔尔制造公司（加拿大第一家溜冰鞋制造商）、新斯科舍银行、冠达邮轮公司、亚历山大·基思啤酒厂、莫尔斯茶叶公司（加拿大首家茶叶公司）等。
19世纪下半叶，新斯科舍省在建造和拥有木制帆船方面成为世界领先者。新斯科舍省培养了国际知名的造船商唐纳德·麦凯和威廉·道森·劳伦斯。1895年，当约书亚·斯洛克姆成为第一个独自环游世界的人时，新斯科舍省从水手那里获得的名声得到了保证。随着蓝鼻纵帆船的多次比赛胜利，国际关注持续到下一个世纪。新斯科舍省也是英国航运巨头萨缪尔·康纳德的出生地和故乡（出生于新斯科舍的哈利法克斯），他创立了冠达邮轮。
1917年12月，哈利法克斯爆炸造成至少1,782人死亡，这是当时最大的人为爆炸。
2004年4月，新斯科舍省立法机构通过了一项决议，明确邀请特克斯和凯科斯群岛政府探讨作为该省一部分加入加拿大的可能性。
2020年4月，省内发生了一场疯狂的杀戮，成为加拿大历史上最致命的暴行。

## 語源學
為拉丁語的“新蘇格蘭”（New Scotland）的意思，因為最早來新斯科舍殖民的歐洲國家就是蘇格蘭王國，後來也就被當成這個地方的英語名字。在法語中稱為，即拉丁語的直接翻譯。蘇格蘭蓋爾語中稱為，意思就是“新蘇格蘭”。1621年的一份皇家憲章中首將此省命名為，不過當時所指的诺瓦斯科舍還包括現在的愛德華王子島、新不倫瑞克省等地。

## 地理

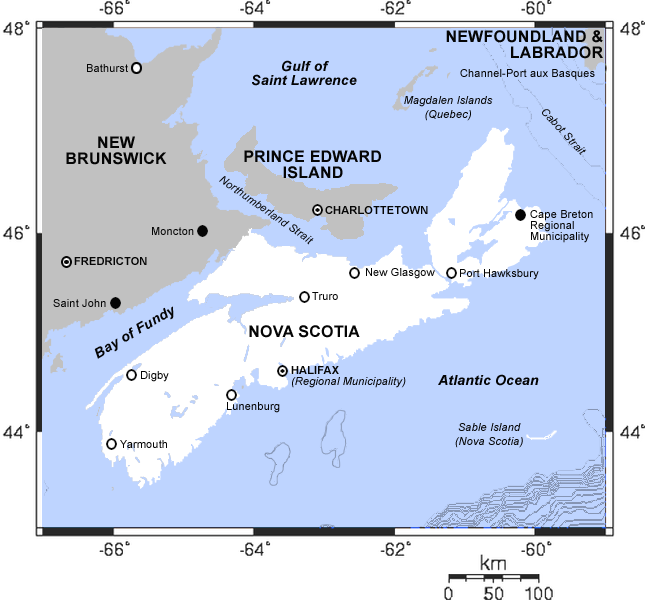
诺瓦斯科舍地圖

新斯科舍是僅次於愛德華王子島的加拿大陸地面積第二小省份。該省的主島是大西洋環繞的新斯科舍半島，該省的任何地區距離大海都超不過67（42英里）。主島東北部的大島布雷頓角島也屬於該省管轄，此外就是位於主島南部、因船隻失事率過高而出名的塞布爾島。

### 氣候

新斯科舍的柯本气候分类

雖然四面環海，但是由於距離大陸較近，新斯科舍省的氣候較海洋性氣候來說更接近大陸性氣候。每年很少出現極端天氣。
| 地点       | 七月 (°C) | 七月 (°F) | 一月 (°C) | 一月 (°F) |
| ---------- | --------- | --------- | --------- | --------- |
| 哈利法克斯 | 23/14     | 73/58     | 0/−8      | 32/17     |
| 西德尼     | 23/12     | 73/54     | −1/−9     | 30/14     |
| 肯特维尔   | 25/14     | 78/57     | −1/−10    | 29/14     |
| 特鲁罗     | 24/13     | 75/55     | −1/−12    | 29/9      |
| 利物浦     | 25/14     | 77/57     | 0/–9      | 32/15     |
| 谢尔本     | 23/12     | 73/54     | 1/−8      | 33/17     |
| 雅茅斯     | 21/12     | 69/55     | 1/−7      | 33/19     |

## 重要城市

### 都会区
| 排名 | 都会区名稱     | 2016人口 |
| ---- | -------------- | -------- |
| 1    | 哈利法克斯 CMA | 403,390  |
| 2    | 布雷顿角 CA    | 98,722   |
| 3    | 特鲁罗 CA      | 45,753   |
| 4    | 新格拉斯哥 CA  | 34,487   |
| 5    | 肯特维尔 CA    | 26,222   |

## 经济
新斯科舍省2016年的人均GDP为44,924加元，远低于全国平均人均GDP57,574加元。至少在过去十年中，GDP增长落后于全国其他地区。截至2017年，新斯科舍省的家庭收入中位数为85,970加元，低于全国平均水平92,990加元；在哈利法克斯，这一数字上升到98,870加元。
该省是世界上最大的圣诞树、龙虾、石膏和野生浆果出口地。其鱼类出口额超过10亿美元，鱼类产品被全球90个国家接收。然而，该省的进口额远远超过了出口。虽然从1992年到2004年，这些数字大致相等，但自那以后，贸易逆差激增。2012年，新斯科舍省的出口占该省国内生产总值的12.1%，而进口占22.6%。
近几十年来，新斯科舍省传统上以自然资源为基础的经济已经多样化。从历史上看，新斯科舍省作为北美可行管辖区的崛起是由自然资源的现成可用性推动的，特别是斯科舍大陆架外的鱼类种群。渔业自17世纪作为新法兰西的一部分发展以来，一直是经济的支柱；然而，由于20世纪末的过度捕捞，渔业急剧下降。1992年，鳕鱼种群的崩溃和该行业的倒闭导致约20000个工作岗位的流失。
该省的其他产业也受到了严重打击，特别是在过去的二十年里：布雷顿角和新斯科舍省北部的煤矿开采几乎已经停止，悉尼的一家大型钢铁厂在20世纪90年代关闭。最近，加元对美元的高汇率损害了林业，导致利物浦附近一家长期运营的纸浆和造纸厂关闭。采矿，特别是石膏和盐的开采，以及在少量的二氧化硅、泥炭和重晶石的开采，也是一个重要的产业。自1991年以来，海上石油和天然气已成为经济的重要组成部分，尽管产量和收入开始下降。然而，农业仍然是该省的一个重要产业，特别是在安纳波利斯山谷。

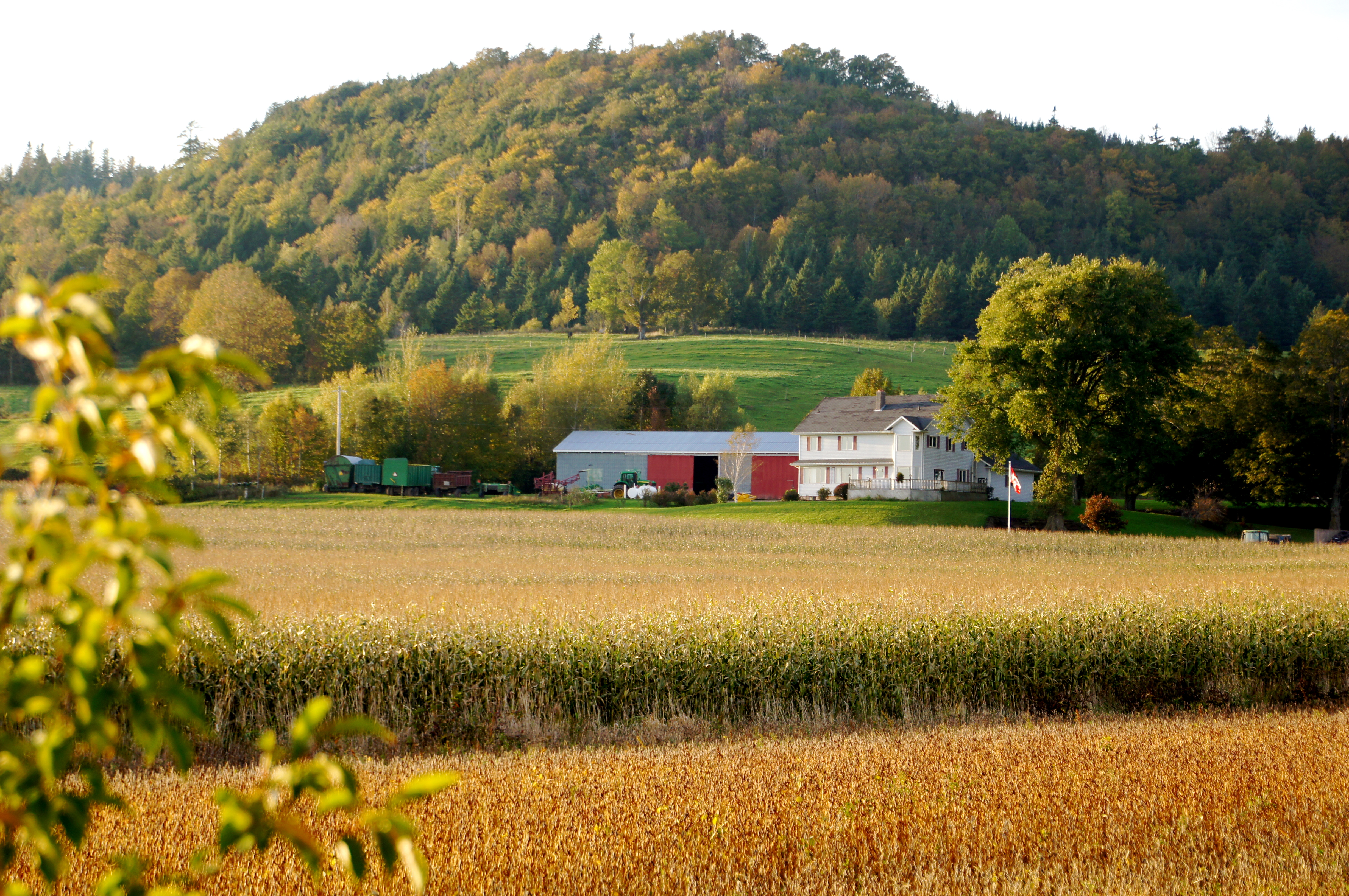
安纳波利斯山谷的农田，位于格拉夫顿

新斯科舍省的国防和航空航天部门每年产生约5亿美元的收入，为省经济贡献约15亿美元。迄今为止，加拿大40%的军事资产位于新斯科舍省。新斯科舍省拥有加拿大第四大电影产业，每年制作100多部电影，其中一半以上是国际电影和电视制片人的作品。2015年，新斯科舍省政府取消了对该省电影制作的税收抵免，鉴于大多数其他司法管辖区继续提供此类抵免，这对该行业构成了威胁。该省还有一个快速发展的信息和通信技术（ICT）产业，由500多家公司组成，雇佣了大约15,000名员工。
2006年，制造业带来了超过26亿加元的连锁国内生产总值，是新斯科舍省所有工业中产量最大的。米其林仍然是该行业迄今为止最大的单一雇主，在该省经营着三家生产工厂。米其林也是该省最大的私营部门雇主。
2024年7月，省政府承诺拨款1860万加元建造27座新的电信塔，以升级全省的蜂窝服务。

### 旅游业
2024年，超过200万非本地居民访问了新斯科舍省。大多数游客来自加拿大其他地区，最大的外国市场是美国人，有172,000多名游客。该行业每年为经济贡献约35亿加元。
新斯科舍省的旅游业展示了新斯科舍的文化、风景和海岸线。新斯科舍省有许多反映其历史和文化的博物馆，包括格洛斯卡普遗产中心、格朗普雷国家历史遗址、赫克托遗产码头和新斯科舍黑人文化中心。其他博物馆讲述了它的工作历史，如布雷顿角矿工博物馆和大西洋海事博物馆。

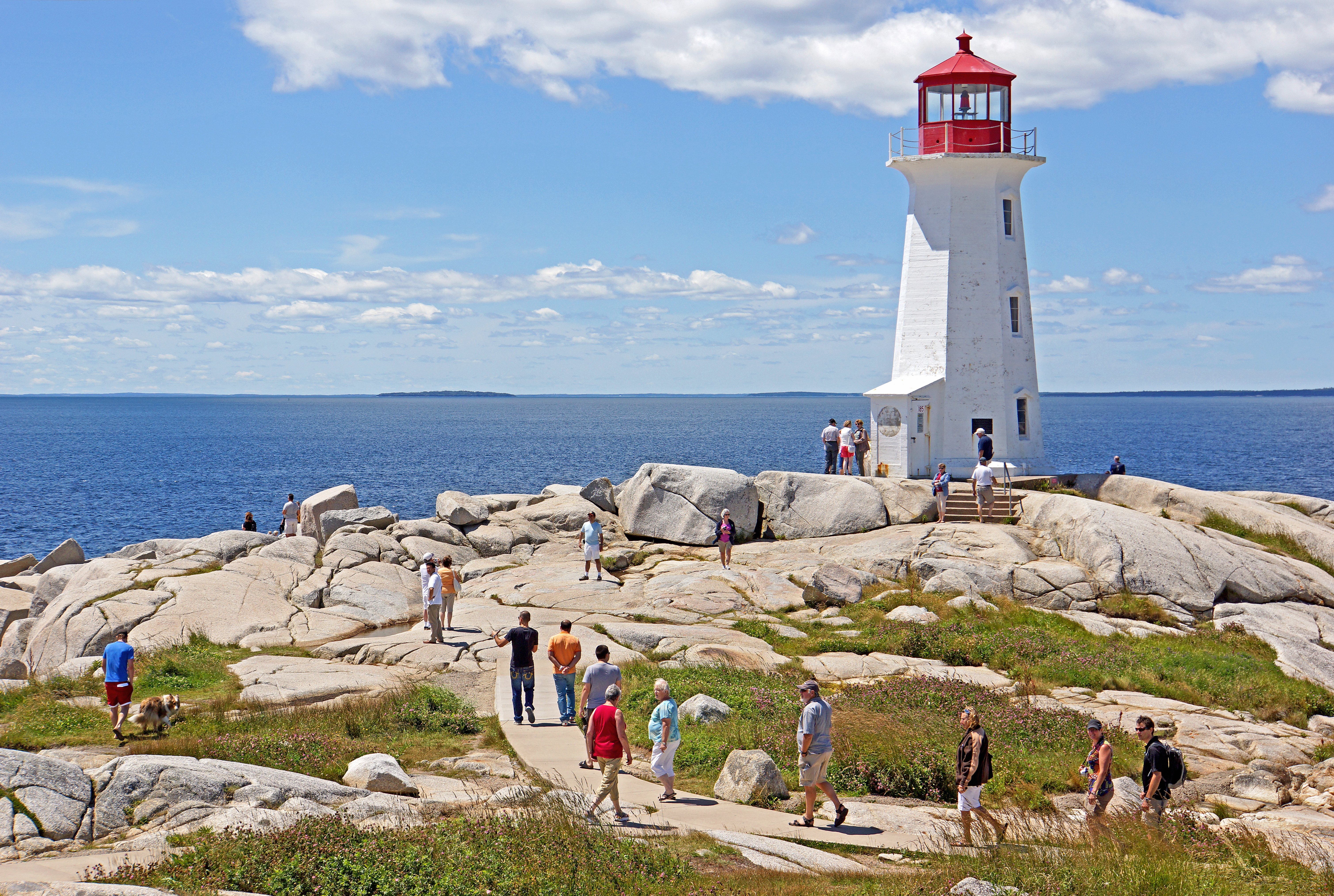
佩吉湾灯塔是省内一个热门旅游景点

该省有87个加拿大国家历史遗址，包括罗亚尔港的居住地、路易斯堡要塞、格朗普雷和哈利法克斯的城堡山（乔治堡）。安妮堡位于历史悠久的安纳波利斯罗亚尔，始建于1629年，是加拿大第一个国家历史遗址。以游客数量衡量，佩吉湾是最热门的目的地之一，每年接待60多万游客。另一个受欢迎的文化目的地卢嫩堡是南岸的一个港口城镇，被宣布为联合国教育、科学及文化组织（UNESCO）世界遗产。
生态旅游在新斯科舍省的旅游业中发挥着重要作用，该省拥有加拿大的两个国家公园，克吉姆库吉克国家公园和布雷顿角高地国家公园，以及一个国家公园保护区：塞布尔岛国家公园保护地。新斯科舍省还拥有许多其他市级、省级和联邦级的保护区，这些保护区是游客的热门目的地。

## 政治

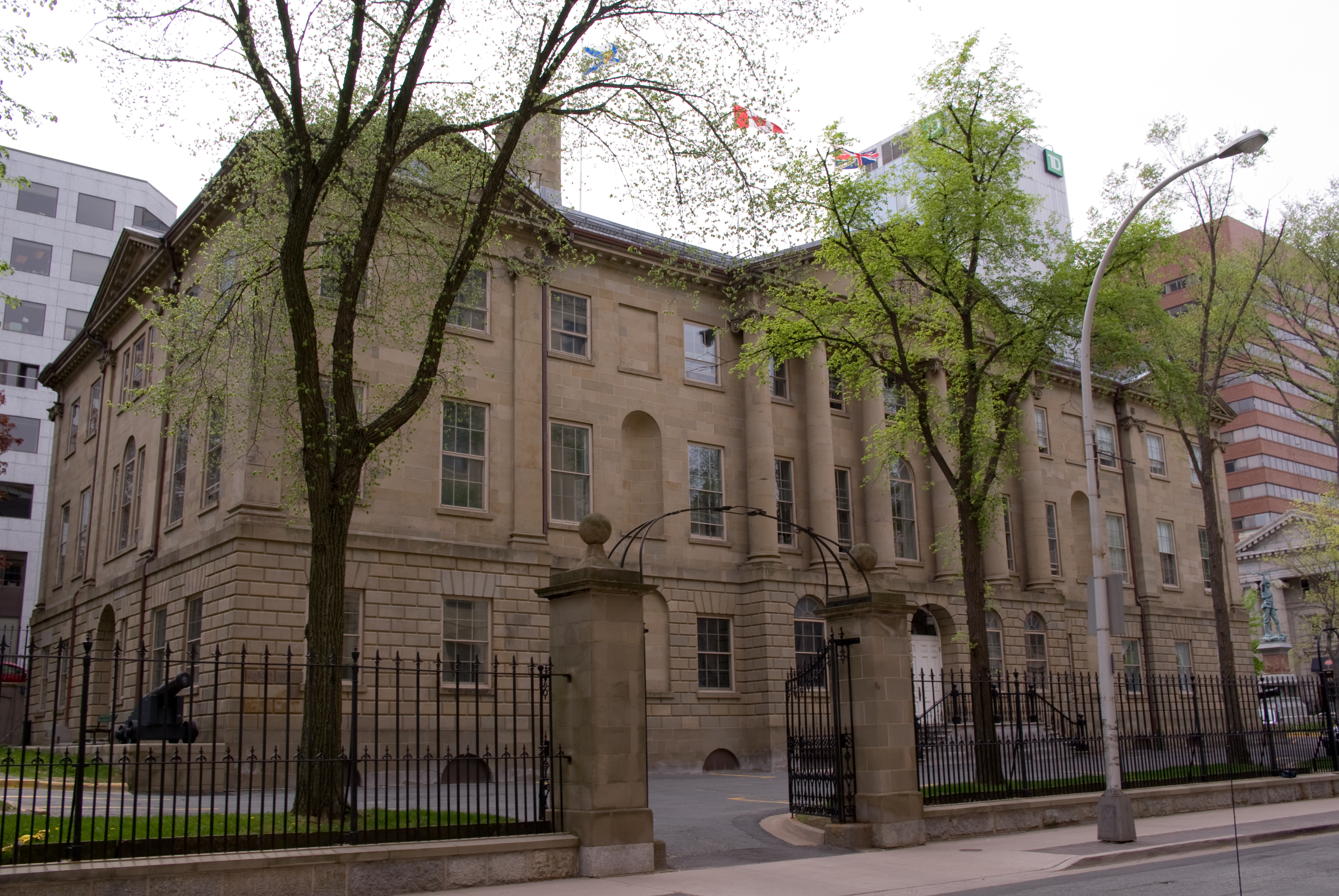
新斯科舍省的议会大厦

新斯科舍省在君主立宪制的框架内实行议会制度；新斯科舍省的君主制是行政、立法和司法部门的基础。自2022年9月8日以来，主权国王查尔斯三世是新斯科舍省的权力国王，也是其他14个英联邦国家、加拿大其他9个省和加拿大联邦王国的国家元首，但他居住在英国。因此，国王的代表，新斯科舍省省督，在新斯科舍履行大部分皇室职责。
不过，王室和副王室成员在任何这些治理领域的直接参与都是有限的；在实践中，他们对行政权力的使用是由行政委员会指导的，行政委员会是一个由王室部长组成的委员会，对一院制的民选众议院负责，由政府首脑新斯科舍省省长（自2021年以来为蒂姆·休斯顿）选举和领导。为确保政府的稳定，省督通常会任命能够在众议院获得多数人信任的政党现任领导人担任省长。拥有第二多席位的政党的领导人通常会成为国王陛下的忠诚反对党领袖（2022-24年的扎克·丘吉尔），并且是旨在控制政府的对抗性议会制度的一部分。
省议会的51名议员中的每一位都是通过选区的单一议员多数选举产生的。大选必须由省督根据省长的建议召集，或者可能因政府在众议院失去信任投票而引发。新斯科舍省有三个主要政党：自由党、新民主党和进步保守党。另外两个注册政党是新斯科舍省绿党和大西洋党，这两个政党在省议会都没有席位。
2022年7月21日，新斯科舍省通过大西洋彩票公司（ALC）推出了自己的在线赌场，成为加拿大第二个监管在线赌博的省份。该网站将为经济带来好处，并为居民提供一个安全可靠的在线赌博场所。

### 行政区划

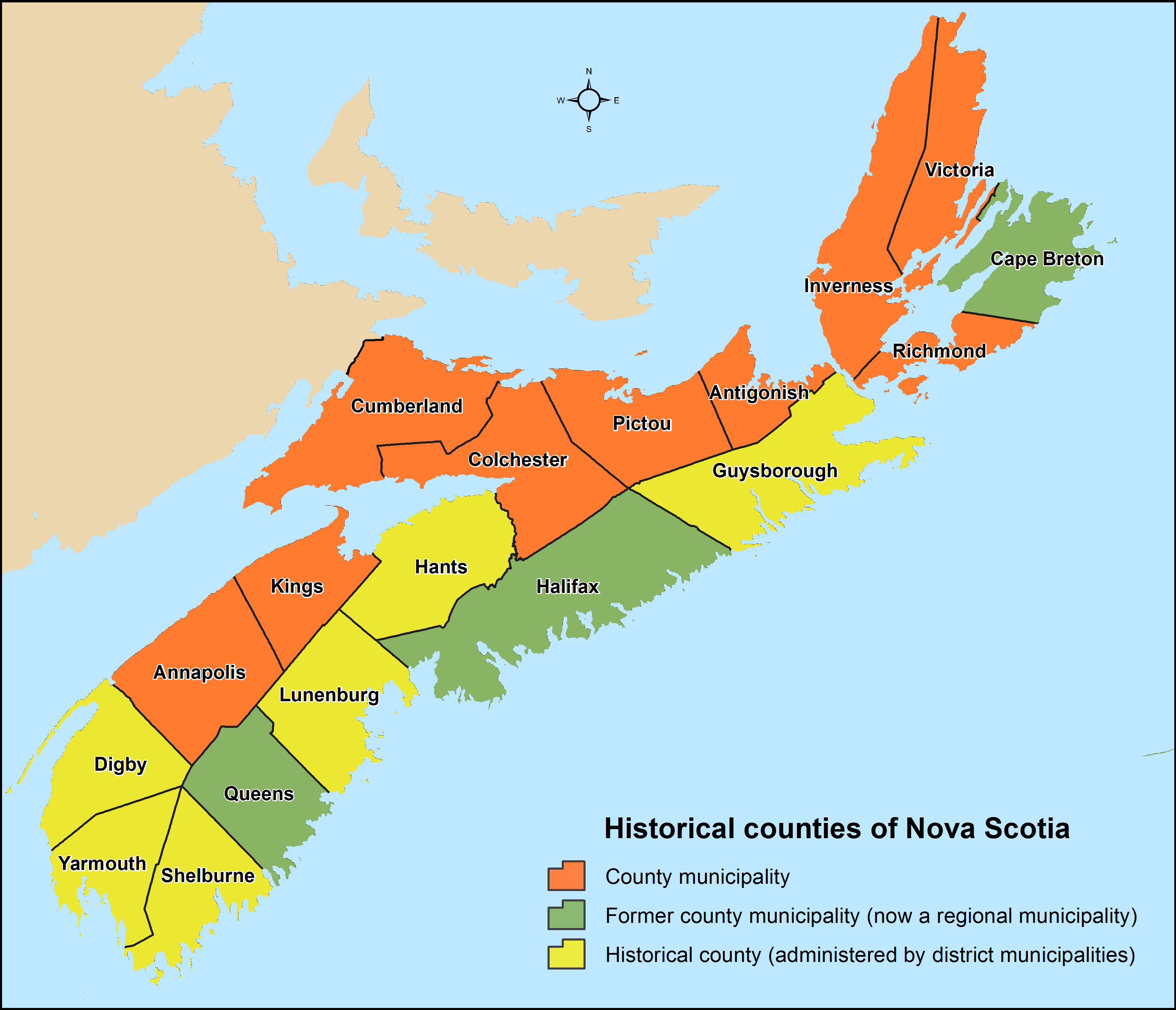
新斯科舍省划分为18个县

市镇治理由50个市镇提供，其中有三种类型：地区级市、镇和县级或区级市。村庄可以存在于县或区内，具有有限的权力和选举产生的理事会。
新斯科舍省分为18个县。在最初的18个县中，有9个保留了县级政府，其余的则由地区或区直辖市管理。地区市镇当局与历史县的边界共同延伸，而由地区市镇当局管辖的历史县则分为两个地区市镇当局。尽管如此，加拿大统计局仍将新斯科舍省的所有县用于管理人口普查和提供数据，新斯科舍人仍将其作为地理标识符使用。
有三个地区市镇当局。他们可以根据1999年4月1日生效的1998年《市政府法》（MGA）成立，而城镇、县市和区市则继续作为MGA下的市。除了一些明确的权力外，MGA还赋予市议会制定“健康、福祉、人身安全和保护”以及“财产安全和保护“章程的权力。哈利法克斯是新斯科舍省的首府和人口最多的城市，有403,131名居民，占该省总人口的44%，土地面积为5,490.35平方公里（2,119.84平方英里）。皮克图是1874年5月4日成立的第一个自治市，最新的自治市是哈利法克斯和皇后区市镇，两者于1996年4月1日合并为目前的地区市镇政府。
有26个镇、9个县级市和12个区级市。

## 交通
维亚铁路的海洋号服务连接蒙特利尔和哈利法克斯，目前是北美最古老的连续运营客运线路，从西到东在阿默斯特、斯普林希尔枢纽、特鲁罗和哈利法克斯站停靠。

## 文化

### 饮食
新斯科舍省的菜肴是典型的加拿大菜，重点是西北大西洋典型的当地海鲜。新斯科舍省以扇贝而闻名，尤其是来自迪格比县的扇贝。作为主要的龙虾生产国（2021年，新斯科舍省供应了加拿大龙虾总上岸量的近46%），贝类是新斯科舍餐厅和新斯科舍海鲜菜肴的常见特征。一道地方特色菜（在“特有”和“源自”的意义上）是哈利法克斯烤肉串，这是一种用薄片牛肉屑和甜炼乳酱烹制的烤肉串的遥远变种。苏格兰大杂烩汤的一种地方性变种，是新斯科舍省流行的夏季菜肴。与苏格兰菜不同，新斯科舍变种通常不以肉类为特色，而是在浓郁的奶油肉汤中加入胡萝卜、新马铃薯和豆类等时令蔬菜。
该省以其葡萄酒而闻名，并生产自己的标志性产区——潮汐湾，该产区必须完全由100%的新斯科舍葡萄生产，才能合法获得该称号。新斯科舍省还拥有一个充满活力的精酿啤酒行业，全省有50多家精酿啤酒厂。许多著名的酿酒厂都位于该省，包括格雷诺拉（Glenora）酿酒厂；它生产北美第一种单一麦芽威士忌。
作为一个主要的蓝莓生产省（该水果是新斯科舍省每年最大的农产品出口，每年收获超过2,300万公斤，5,000万磅），该水果在该省的许多传统甜点中都占有突出地位。值得注意的是，蓝莓咕噜（一种甜点）起源于新斯科舍省。:19被称为月亮雾的冰淇淋口味也是新斯科舍省特有的，是该省冰淇淋店的一个受欢迎的特色。

### 艺术

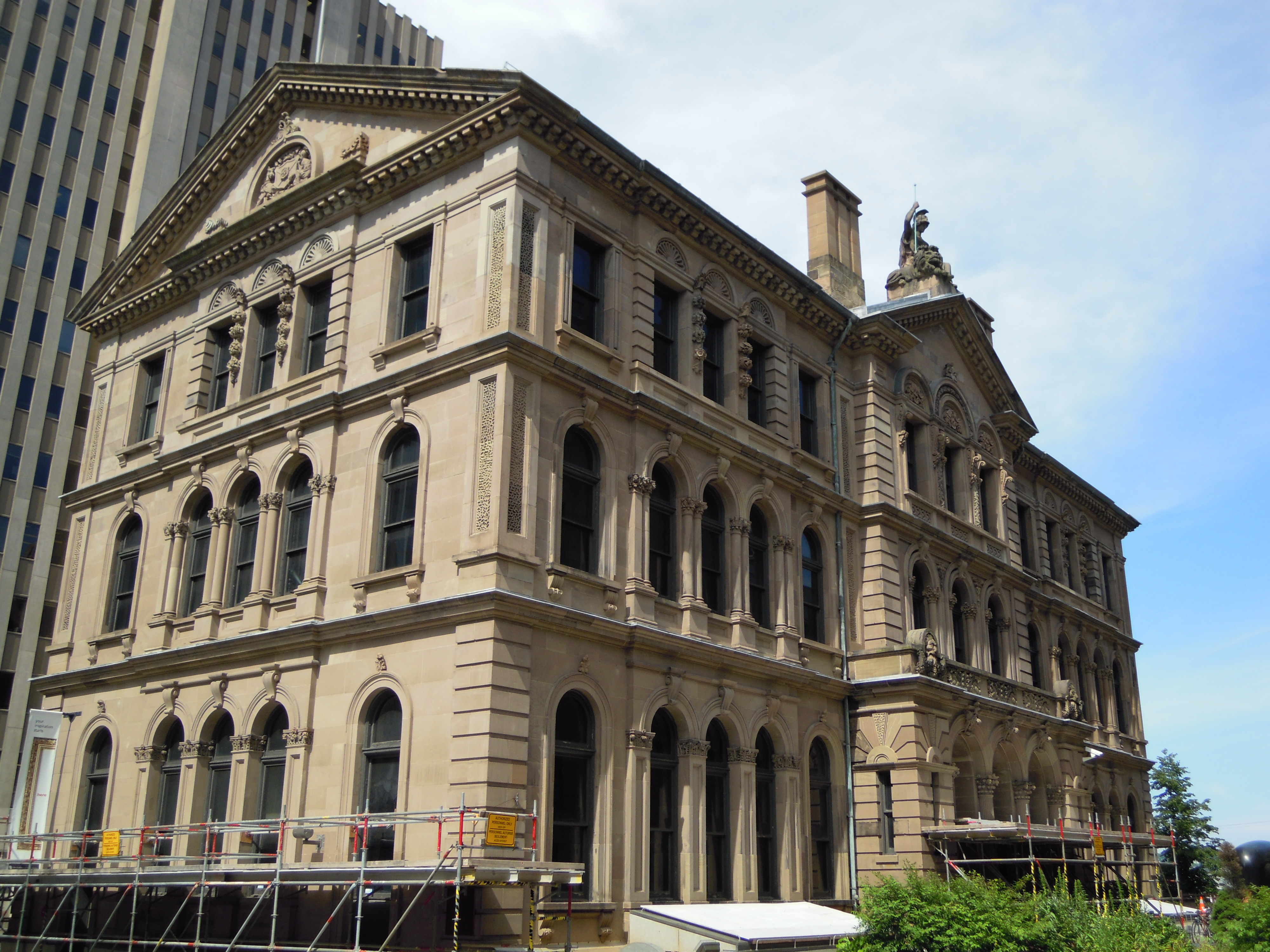
新斯科舍美术馆

哈利法克斯拥有新斯科舍艺术与设计大学、新斯科舍美术馆、海王星剧院和达尔豪斯艺术中心等机构。该省是前卫视觉艺术和传统手工艺、写作和出版以及电影业的所在地。
该省许多历史悠久的公共艺术雕塑都是由纽约雕塑家马西·莱因德以及加拿大雕塑家汉密尔顿·麦卡锡、乔治·希尔、伊曼纽尔·哈恩和路易·菲利普·埃贝尔创作的。其中一些公共艺术也是由新斯科舍人约翰·威尔逊创作的。新斯科舍省的乔治·朗是一位石雕艺术家，他还在该省建造了许多地标性建筑，包括韦尔斯福德·帕克纪念碑。该省有两座珍贵的雕塑/纪念碑位于圣保罗教堂（哈利法克斯）：一座由约翰·吉布森（为小理查德·约翰·
尤尼亚克）创作，另一座由弗朗西斯·莱加特·钱特里爵士（为阿梅莉亚·安·史密斯）创作。吉布森和钱特里都是维多利亚时代著名的英国雕塑家，在泰特美术馆、波士顿美术馆和西敏寺都有许多雕塑。

### 音乐

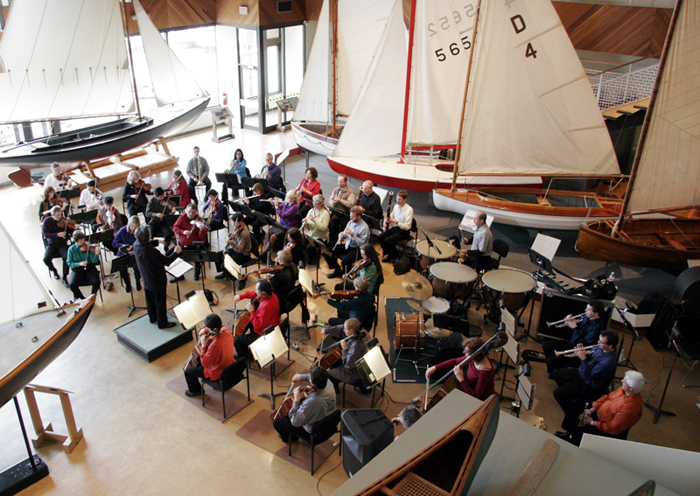
新斯科舍交响乐团

新斯科舍省拥有一个充满活力和丰富的音乐场景，受到当地各种文化传统的影响。许多今天被认为是新斯科舍省传统歌曲的歌曲都是作为劳动歌曲而诞生的，特别是19世纪，船夫号子是该省沿海社区的一种突出音乐形式。虽然船夫号子不再是实用的劳动歌曲，但它仍然与该省的音乐文化密切相关。由于19世纪大量来自爱尔兰和苏格兰高地的定居者来到新斯科舍省，新斯科舍的传统音乐深受凯尔特音乐的影响。每年，布雷顿角岛都会举办凯尔特色彩国际音乐节，庆祝和展示该地区的凯尔特音乐。
新斯科舍省产生了许多重要的词曲作者，如格莱美奖获得者戈迪·桑普森，他为凯莉·安德伍（《耶稣，开车》、《只是一个梦》、《滚出这个小镇》）；玛蒂娜·麦克布莱德（《如果我有你的名字》、《你不要离开我》）、黎安·莱姆丝（《漫漫长夜》、《救救我自己》）和乔治·卡尼翁（《我的名字》）写歌。汉克·斯诺的许多歌曲后来被滚石乐队、埃尔维斯·普雷斯利和约翰尼·卡什等人录制。布雷顿角人阿利斯特·麦吉利夫雷和
利昂·杜宾斯基都写过歌曲，这些歌曲被众多流行艺术家翻唱，并被世界各地众多合唱团收录，已成为新斯科舍风格、价值观和精神的标志性代表。杜宾斯基的流行民谣《我们再次崛起》可能被称为布雷顿角的非官方国歌。

### 媒体

#### 新闻
1752年3月23日，新斯科舍省出版的第一份报纸是《哈利法克斯公报》。这也是加拿大第一份在任何地方印刷的报纸。加拿大国家图书馆暨档案馆于2002年6月20日从波士顿的马萨诸塞州历史学会获得了第一期《公报》的一份副本。由木浆制成的新闻纸是由新斯科舍人查尔斯· 费纳蒂于1844年发明的，并被提交给《阿卡迪亚记录者》报，作为当时由其他植物纤维制成的纸张的替代印刷介质，如棉花，通常由废弃的衣物制成。该省目前的主要大报是创立于1874年的《纪事先驱报》，在工作日有91,152名读者，周六（2015年）有93,178名读者。它是加拿大大西洋地区发行量最大的报纸。该报星期天不出版。它由加拿大大西洋地区最大的媒体公司SaltWire Network拥有。新斯科舍省政府还通过新斯科舍档案馆网站提供过去报纸的数字档案。

#### 广播
该省的第一家广播电台是CHNS-FM，于1926年5月12日由第一次世界大战信号兵威廉·C·博雷特在哈利法克斯的卡尔顿酒店首次播出。如今，该电台归海洋广播系统所有，其播出品牌为89.9 the Wave，截至2021年，每周平均吸引64236名25至54岁的听众。

### 体育

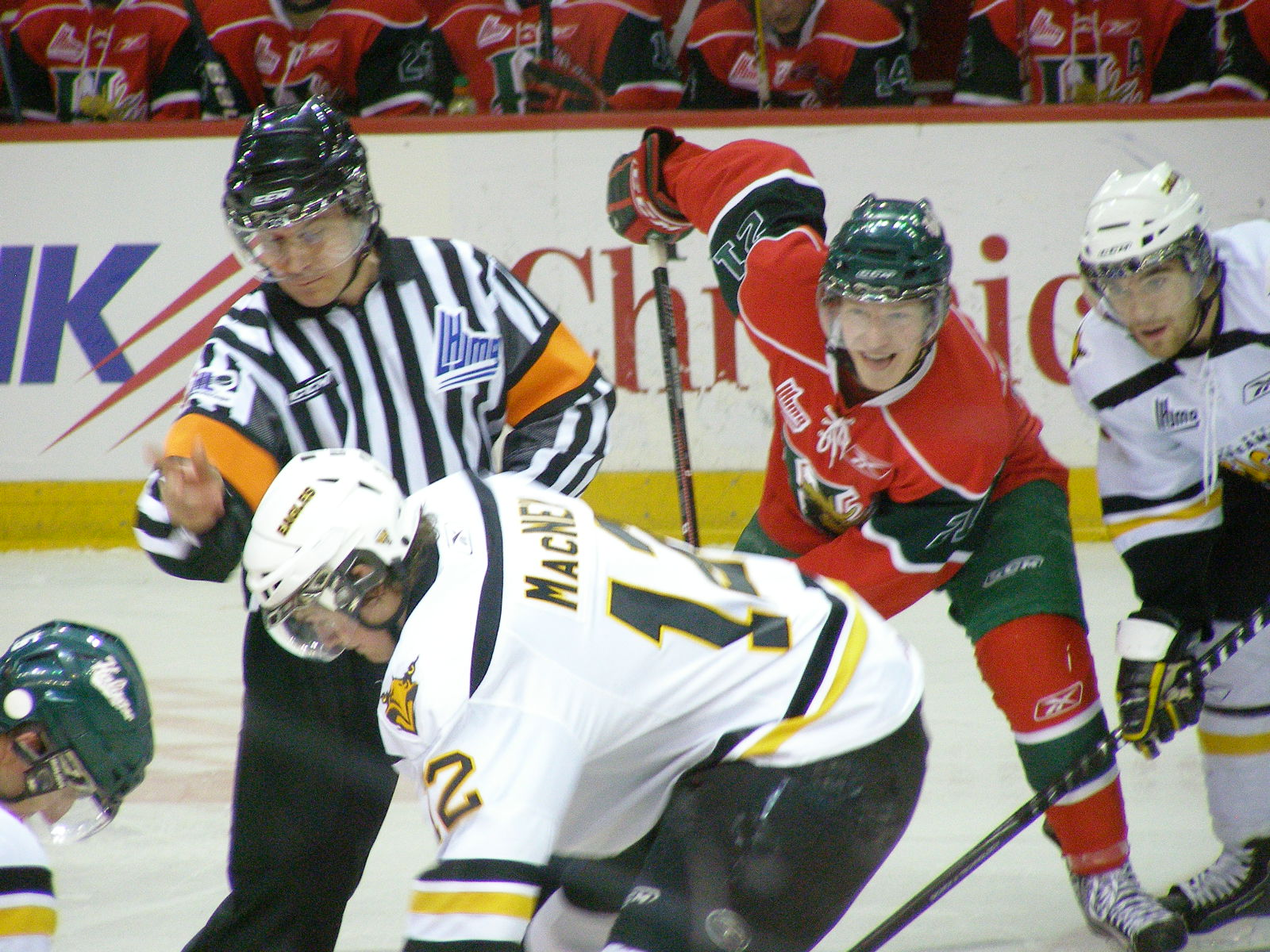
布雷顿角老鹰和哈利法克斯鹿头之间的一场冰球比赛

体育是新斯科舍文化的重要组成部分。有许多半职业、大学和业余运动队，例如，2013年加拿大冰球联赛纪念杯冠军哈利法克斯鹿头队和魁北克大青少年冰球联赛的布雷顿角老鹰队。加拿大国家篮球联赛的哈利法克斯飓风队是另一支以新斯科舍为主场的球队，也是2016年的联赛冠军。职业足球于2019年以加拿大超级联赛俱乐部哈利法克斯流浪者足球俱乐部的形式来到该省。
新斯科舍省体育名人堂展示了新斯科舍省运动员的成就。

## 教育
根据《教育法》和其他与学院、大学和私立学校有关的法案的规定，教育部长负责管理和提供教育。部长和教育部的权力由部长条例规定，并受总督会同行政局条例的约束。
除非父母在家进行教育，否则所有16岁以下的儿童都必须依法上学。新斯科舍省的教育体系分为八个不同的地区，包括：三县（22所学校）、安纳波利斯山谷（42所）、南海岸（25所）、希格内克托中部（67所）、哈利法克斯（135所）、海峡（20所）和布雷顿角维多利亚地区教育中心（39所）。
新斯科舍省有450多所公立儿童学校。公立学校提供小学至12年级的教育。该省也有私立学校。公共教育由七个地区学校董事会管理，主要负责英语教学和法语沉浸式教学，全省由阿卡迪亚省学校委员会管理，该委员会为主要语言为法语的学生提供法语教学。
新斯科舍省，特别是哈利法克斯，是加拿大高等教育学生的主要目的地。该省有十所大学：戴尔豪斯大学（包括戴尔豪斯大学农业学院）、国王学院大学、圣玛丽大学、圣文森特山大学、NSCAD大学、阿卡迪亚大学、圣安妮大学、圣方济-沙勿略大学、布雷顿角大学和大西洋神学院。在2021/2022学年，新斯科舍省的一所高等教育机构共招收了近5.8万名学生。

## 外部連結
- 诺瓦斯科舍官方網頁 （页面存档备份，存于）（英文）
- 诺瓦斯科舍旅遊局 （页面存档备份，存于）（英文）
- 诺瓦斯科舍省立公園 （页面存档备份，存于）（英文）

45°13′N 62°42′W / 45.217°N 62.700°W